# Fläckrussling
Fläckrussling (Rhodocybe popinalis) är en svampart som först beskrevs av Elias Fries, och fick sitt nu gällande namn av Rolf Singer 1951. Fläckrussling ingår i släktet Rhodocybe och familjen Entolomataceae.  Arten är reproducerande i Sverige. Inga underarter finns listade i Catalogue of Life.
I den svenska databasen Dyntaxa används istället namnet Rhodocybe mundula för samma taxon.  Arten är reproducerande i Sverige.

## Bildgalleri

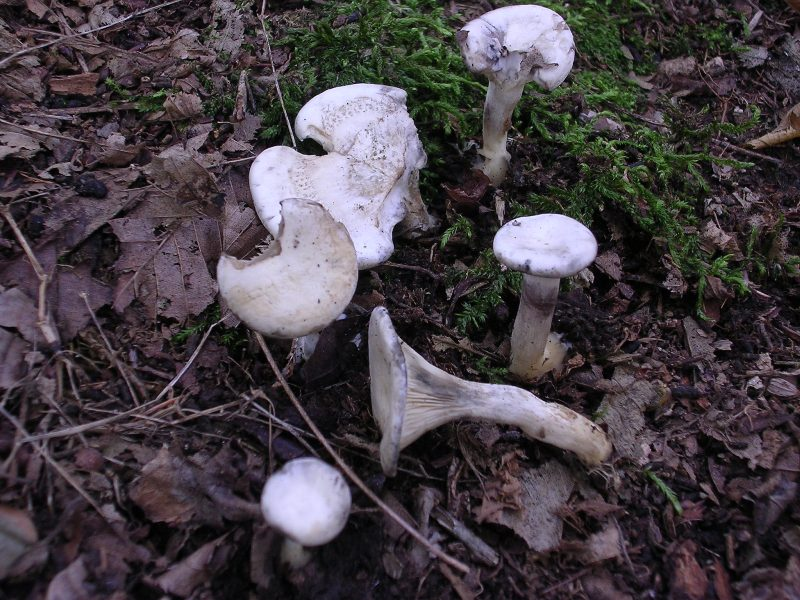